# Demet Evgar
Demet Evgar (ur. 19 maja 1980 w Manisie) – turecka aktorka. Siostra aktora Yiğita Evgara.

## Kariera artystyczna
Karierę sceniczną rozpoczęła od występów w zespole amatorskim, działającym w jej rodzinnym mieście. Z Manisy wyjechała do Stambułu, gdzie ukończyła studia na wydziale teatralnym Uniwersytetu Stambulskiego. W czasie studiów występowała z zespołem Yıldız Kenter, jednym z najbardziej cenionych w Turcji prywatnych zespołów teatralnych.
Sławę przyniosły jej role w trzech serialach telewizyjnych: Kerem ile Aslı, Bütün Çocuklarım i Emret Komutanım, a także role filmowe, w tym główna rola w komedii Cema Yılmaza – Yahşi Batı (Dziki Zachód).
Obecnie gra główną rolę w serialu telewizyjnym 1 Kadın, 1 Erkek, tureckiej adaptacji formatu znanego w Polsce pod tytułem Kasia i Tomek.

## Role filmowe

### Filmy fabularne
- 2005: Banyo jako Hülya
- 2005: Kobiety Beyzy (Beyza'nın Kadınları)
- 2009: Widziałem słońce (Güneşi Gördüm)
- 2009: Dziki Zachód (Yahşi Batı)

### Seriale filmowe
- 1995: Çiçek Taksi
- 2000: Yedi Numara (Numer siedem)
- 2002: Aslı and Kerem
- 2003: Yuvam Yıkılmasın (Upadek Yuvam)
- 2003: Çınaraltı
- 2004: Bütün Çocuklarım (Wszystkie moje dzieci)
- 2005: Emret Komutanım
- 2006: Erkekler Ağlamaz (Mężczyźni nie płaczą)
- 2009: Bir Kadın Bir Erkek (2009) (turecka adaptacja serialu Kasia i Tomek)
- 2018–2019: Avlu jako Deniz Demir
- 2020-2021: Alev alev